# Malý Pyšný štít
Der Malý Pyšný štít (deutsch Téryspitze, ungarisch Térycsúcs, polnisch Mały Durny Szczyt) ist ein Berg in der Hohen Tatra in der Slowakei mit einer Höhe von 2592 m n.m. Der Gipfel befindet sich auf der Hauptachse des vom Turm Vyšná Barania strážnica am Hauptkamm der Hohen Tatra bis zum Berg Lomnický štít (deutsch Lomnitzer Spitze) verlaufenden Seitengrats und steht als Vorberg des südöstlich stehenden Bergs Pyšný štít (deutsch Schwalbenturm), getrennt von ihm durch die Felsnadel Loktibrada und die Scharte Malá Lastovičia štrbina.
Die slowakischen und polnischen Namen sind vom jenen von Pyšný štít abgeleitet und bedeuten wörtlich „kleiner stolzer Berg“. Im 18. Jahrhundert erschien der Name Lastovica für den Jahňací štít (deutsch Weißseespitze), die später von deutschen und ungarischen Autoren irrtümlicherweise auf den Pyšný štít als Schwalbenturm bzw.Fecsketorony übertragen wurde. Danach war Pyšný štít synonym für die slowakische Entsprechung Lastovičia veža, später erhielt der bisher nicht benannte Vorberg den Namen Pyšný štít, während der Hauptberg noch zeitweise Lastovičia veža hieß. Kollektiv hießen die beiden Berge, wie zum Beispiel im Jahrbuch 1898 des Karpathenvereins, auf Deutsch Schwalbenturmspitzen.
Die Spitze im deutschen und ungarischen wurde im späten 19. Jahrhundert nach dem deutsch-ungarischen Arzt und Bergsteiger Edmund Téry benannt. Im nahen Tal Malá Studená dolina steht auch die nach ihm benannte Téryhütte.